# Megachile praefica
Megachile praefica är en biart som beskrevs av Giovanni Gribodo 1894.
Megachile praefica ingår i släktet tapetserarbin och familjen buksamlarbin. Inga underarter finns listade i Catalogue of Life.